# 알리샤 프라단
알리샤 프라단(벵골어: আলিশা প্রধান, 1993년 2월 22일 ~ )은 방글라데시의 배우, 모델, 사회자, 사업가이다.